# FRIENDS (歌曲)
《只是朋友》 (英語："Friends"；風格化為全大寫）是由美國音樂製作人棉花糖及英國創作歌手安-瑪莉在2017年共同錄製的歌曲，由Joytime Collective和庇護所唱片在2018年2月9日發行。歌曲由棉花糖、安-瑪莉、伊甸·安德森、 理查德·博爾德曼、賈思敏·湯普森、娜塔莉·鄧恩、莎拉·布蘭查德和巴勃羅·鮑曼共同譜寫。此歌曲其後收錄在安-瑪莉的個人出道錄音室專輯《說出你的想法》中，作為專輯第五主打曲；歌曲普遍獲得正面的評價。

## 背景及發行
在2016年，棉花糖重新混音安-瑪莉的歌曲《警鈴》。由於安瑪莉喜歡混音，因此希望和棉花糖合作，而最後他們在倫敦的錄音室遇見,並開始製作這首歌。整首歌在三個小時內完成，他們花了30分鐘製作旋律和部分歌詞，30分鐘製作鼓聲及主要歌詞的編寫，接下來的兩個小時，他們完成了整個歌詞。
在2018年2月4日，棉花糖及安瑪莉均在社會媒體發佈了單曲的預告片及揭示了該歌曲的發行日期。他們其後在2018年2月7日上傳了音頻短視頻。
安-瑪莉在《倫敦標準晚報》談及此歌曲，她提到：「這個想法來自一個我認識的男性朋友，但是他想要的不僅僅是和我做朋友，而我跟他說：『兄弟，我有多少次告訴你我們只是朋友』；我覺得寫一首關於這個故事的歌很有意思，因為並沒有那麼多關於拒絕追求者的歌曲，我認為它適用於所有人在情人節單身的人。我不希望他知道這是關於他的，因為會很尷尬。我確實感覺有點不好但我試圖忘記這是關於他的，並想想這是多麼有趣的情況。」
安-瑪莉在Genius上寫道：「我認為這是標準『朋友圈』歌曲，因為我認為沒有其他類似歌曲。我不知道我是否聽過 這就像以前在一首歌中明顯的那樣。如果你想把某人放在朋友區，就可以發給他們這首歌了。然後一切都會很甜蜜。」
這是一首電子舞曲風格的歌曲，以普通拍子下A小調譜寫的，速度為每分鐘96拍。人聲範圍從D4延伸至C6。

## 曲目
- 數位下載[11]

1. "只是朋友 (電台編輯版)" – 3:22
2. "只是朋友 (加長版)" - 4:31

- 數位下載 – 原聲版[12]

1. "只是朋友" (原聲版) – 3:29

- 數位下載 – R3hab 混音版[13]

1. "只是朋友" (R3hab 混音版) – 2:37

- 數位下載 – Sikdope 混音版[14]

1. "只是朋友" (Sikdope 混音版) – 2:43

- 數位下載 – Borgeous 混音版[15]

1. "只是朋友" (Borgeous 混音版) – 3:22

- 數位下載 – A Boogie wit da Hoodie 混音版[16]

1. "只是朋友" (A Boogie wit da Hoodie 混音版) – 3:22

- 數位下載 – 賈斯汀·卡羅素混音版[17]

1. "只是朋友" (賈斯汀·卡羅素混音版) – 3:14

## 音樂錄影帶
歌詞版錄像在2018年2月8日於YouTube上發佈，長度為3分26秒。截至2019年2月，影片的觀看人次高達4.9億。
音樂錄像由漢娜·路克斯·戴維斯執導，在2018年2月16日推出。MV中安-瑪莉和她的女性朋友舉行家庭派對，在派對完結之際，棉花糖開始打掃並不願離去。安-瑪莉堅決要他離開，但棉花糖用各種方法返回，令安-瑪莉及她的朋友感到煩躁。視頻通過探索作為朋友劃分的主題來回應歌曲的內容－『棉花糖在視頻中試圖贏得安-瑪莉的愛，但她只想與他成為朋友』。 截至2019年2月，該視頻收到了超過4.3億的觀看次數。
另一個視頻在洛杉磯Happy Place pop-up博物館拍攝。棉花糖和安-瑪莉出現在顛倒的、充滿五彩紙屑的圓頂和一個裝滿鮮花房間中，有一個黃色的浴缸被黃色小鴨包圍、一個巨大的霓虹燈印有"XO"的字樣並鋪著帶有唇印壁紙。影片在2018年3月9日在YouTube上發佈，截至2019年2月，有超過1.03億觀看人次。

## 現場演出
- 2018年3月7日 - 今夜秀 [23]
- 2018年11月4日 - MTV歐洲音樂大獎 [24]

## 評價及榮譽
網站the musical hype給予4.5/5星的高度評分，並評價：「"只是朋友"聽起來很豐富。作為製片人，棉花糖的表現很到位。即使是由於小鍵的半黑暗氛圍，吉他也傳達了一種酷感；安-瑪莉提供了無懈可擊、充滿活力的人聲。她的音樂充滿個性和態度。總括而言，穩定的製作、充滿活力的人聲，歌曲帶來令人歡愉、享受的感覺。」
| 年份   | 頒獎禮                                | 獎項                      | 結果 | Ref.   |
| ------ | ------------------------------------- | ------------------------- | ---- | ------ |
| 2018年 | 青少年選擇獎                          | 音樂選擇獎：電子/舞曲歌曲 | 提名 | [ 26 ] |
| 2018年 | iHeartRadio音樂多多頻道音樂錄影帶大獎 | 夏日歌曲                  | 提名 | [ 27 ] |
| 2018年 | iHeartRadio音樂多多頻道音樂錄影帶大獎 | 最佳合作                  | 提名 | [ 27 ] |
| 2018年 | MTV日本音樂錄影帶大獎                 | 最佳國際新人獎            | 獲獎 |        |
| 2018年 | MTV日本音樂錄影帶大獎                 | 年度最佳國際音樂錄影帶獎  | 獲獎 |        |
| 2019年 | iHeartRadio音樂獎                     | 年度舞曲                  | 待定 |        |

## 榜單表現
| 榜單 (2018)                              | 最高排名 |
| ---------------------------------------- | -------- |
| 阿根廷 ([阿根廷百強單曲榜)               | 59       |
| 阿根廷盎格魯 (Monitor Latino)            | 7        |
| 澳大利亚（澳大利亚唱片业协会單曲榜）     | 4        |
| 奥地利（Ö3四十强单曲榜）                 | 1        |
| 比利时佛兰德（Ultratop五十强单曲榜）     | 2        |
| 比利时瓦隆（Ultratop五十强单曲榜）       | 2        |
| 巴西音樂串流榜 (巴西音樂)                | 44       |
| 加拿大（Canadian Hot 100）               | 5        |
| 加拿大（《告示牌》Canada CHR）           | 5        |
| 加拿大（《告示牌》Canada Hot AC）        | 28       |
| 哥倫比亞 (National-Report)               | 47       |
| 克羅地亞 (HRT)                           | 3        |
| 捷克（電台百強單曲榜）                   | 7        |
| 捷克（百強數位單曲榜）                   | 1        |
| 丹麥（Hitlisten单曲榜）                  | 2        |
| 厄瓜多爾 (National-Report)               | 32       |
| 薩爾瓦多 (Monitor Latino)                | 14       |
| 愛沙尼亞 (IFPI)                          | 2        |
| 芬兰（芬蘭官方單曲榜）                   | 5        |
| 法国（法國唱片出版業公會單曲榜）         | 29       |
| 1                                        |          |
| 希臘 (IFPI)                              | 2        |
| 香港共和国 (新城电台外语单曲榜)          | 2        |
| 匈牙利（四十强电台榜）                   | 2        |
| 匈牙利（四十強舞曲榜）                   | 15       |
| 匈牙利（四十強單曲榜）                   | 2        |
| 匈牙利（四十強串流榜）                   | 1        |
| 愛爾蘭（愛爾蘭唱片音樂協會单曲榜）       | 3        |
| 以色列 (媒體森林)                        | 1        |
| 意大利（意大利音乐产业联盟单曲榜）       | 23       |
| 拉脫維亞 (拉脫維亞40強)                  | 1        |
| 黎巴嫩 (黎巴嫩官方20強排行榜)            | 2        |
| 盧森堡數字單曲 (告示牌)                  | 1        |
| 馬來西亞 (馬來西亞唱片業協會)            | 1        |
| 墨西哥電台 (告示牌)                      | 29       |
| 荷兰（荷蘭四十強單曲榜）                 | 1        |
| 荷兰（百强单曲榜）                       | 4        |
| 新西兰（新西兰唱片音乐协会单曲榜）       | 6        |
| 挪威（世道單曲榜）                       | 4        |
| 巴拉圭 (Monitor Latino)                  | 6        |
| 波蘭（波蘭百大電台榜）                   | 13       |
| 葡萄牙（葡萄牙唱片業協會单曲榜）         | 4        |
| 羅馬尼亞（羅馬尼亞電台榜）               | 1        |
| 俄羅斯電台 (Tophit)                      | 1        |
| 蘇格蘭（官方榜单公司單曲榜）             | 8        |
| 新加坡 (新加坡唱片業協會)                | 1        |
| 斯洛伐克（電台百強單曲榜）               | 5        |
| 斯洛伐克（百強數位單曲榜）               | 1        |
| 斯洛文尼亞 (SloTop50)                    | 8        |
| 南韓 (Gaon)                              | 15       |
| 西班牙 (PROMUSICAE)                      | 17       |
| 瑞典（瑞典最熱榜）                       | 5        |
| 瑞士（瑞士热门音乐榜）                   | 4        |
| 英國（官方榜单公司單曲榜）               | 4        |
| 烏克蘭電台 (Tophit)                      | 64       |
| 美国（《告示牌》百大單曲榜）             | 11       |
| 美國（《告示牌》Adult Pop Airplay）      | 14       |
| 美國（《告示牌》Dance Club Songs）       | 3        |
| 美國（《告示牌》Dance/Mix Show Airplay） | 1        |
| 美國（《告示牌》Pop Airplay）            | 2        |
| 美國（《告示牌》Rhythmic Songs）         | 23       |
| 委內瑞拉 (National-Report)               | 81       |
| 委內瑞拉 (National-Report)               | 1        |
| 委內瑞拉 (National-Report)               | 16       |

| 榜單 (2018)                            | 排名 |
| -------------------------------------- | ---- |
| 澳大利亞（澳大利亞唱片業協會單曲榜）   | 27   |
| 奧地利（Ö3四十強單曲榜）               | 7    |
| 比利時法蘭德斯（Ultratop五十強單曲榜） | 7    |
| 比利時瓦隆尼亞（Ultratop五十強單曲榜） | 9    |
| 加拿大（加拿大百強單曲榜）             | 16   |
| 丹麥（Tracklisten）                    | 13   |
| 德國（官方德國榜單）                   | 9    |
| CIS (Tophit)                           | 16   |
| 愛爾蘭（愛爾蘭唱片音樂協會）           | 8    |
| 以色列 (Galgalatz)                     | 14   |
| 意大利 (意大利音樂產業聯盟)            | 87   |
| 荷蘭 (荷蘭40強單曲榜)                  | 11   |
| 荷蘭 (100強單曲榜)                     | 19   |
| 新西蘭（新西兰唱片音乐协会）           | 34   |
| 羅馬尼亞（羅馬尼亞電台榜）             | 34   |
| 俄羅斯 (Tophit)                        | 19   |
| 斯洛文尼亞(SloTop50)                   | 35   |
| 瑞典（瑞典最熱榜）                     | 20   |
| 瑞士（瑞士熱門音樂榜）                 | 28   |
| 英國（官方榜單公司單曲榜）             | 13   |
| 美國（《告示牌》百強單曲榜）           | 26   |
| 美國（《告示牌》舞曲夜店歌曲榜）       | 2    |
| 美國（《告示牌》主流四十強單曲榜）     | 11   |

## 銷量認證
| 地區                                                       | 认证    | 认证单位/销量 |
| ---------------------------------------------------------- | ------- | ------------- |
| 澳大利亚（澳大利亚唱片业协会）                             | 2× 白金 | 140,000‡      |
| 奥地利（國際唱片業協會奧地利分會）                         | 金      | 15,000‡       |
| 比利时（比利時唱片音樂協會）                               | 白金    | 30,000‡       |
| 加拿大（加拿大音乐协会）                                   | 3× 白金 | 0‡            |
| 法国（法國唱片出版業公會）                                 | 白金    | 200,000‡      |
| 德国（聯邦音樂產業協會）                                   | 白金    | 400,000‡      |
| 意大利（意大利音乐产业联盟）                               | 白金    | 50,000‡       |
| 新西兰（新西兰唱片音乐协会）                               | 金      | 15,000‡       |
| 西班牙（西班牙音樂製作協會）                               | 白金    | 40,000‡       |
| 瑞士（國際唱片業協會瑞士分会）                             | 白金    | 20,000‡       |
| 英国（英国唱片业协会）                                     | 白金    | 600,000‡      |
| 美国（美國唱片業協會）                                     | 白金    | 1,000,000‡    |
| *僅含認證的實際銷量 ^僅含認證的出貨量 ‡僅含認證的+實際銷量 |         |               |